# يوليان راديونوف
يوليان راديونوف مواليد 1 يوليو 1979 في بورغاس، هو لاعب كرة سلة بلغاري سابق. بدأ مسيرته الاحترافية في سنة 1997. حمل الرقم 7. يبلغ طوله 6 قدم 1.5 بوصة (1.9 م). اعتزل اللعب في 2013. لعب مع نادي أكاديميك لكرة السلة في الدوري البلغاري الوطني لكرة السلة.

## روابط خارجية
- يوليان راديونوف على موقع الاتحاد الدولي لكرة السلة (الإنجليزية)
- يوليان راديونوف على موقع كرة السلة الأوروبية.كوم (الإنجليزية)
- يوليان راديونوف على موقع ريلجم (الإنجليزية)
- يوليان راديونوف على موقع بروبوليرز (الإنجليزية)
- يوليان راديونوف على موقع سبورتس رفرنس (الإنجليزية)